# Crugny
Crugny (auch: Crugny-sur-Ardre) ist eine französische Gemeinde mit 675 Einwohnern (Stand: 1. Januar 2022) im Département Marne in der Region Grand Est (vor 2016 Champagne-Ardenne). Die Gemeinde gehört zum Arrondissement Reims und zum Kanton Fismes-Montagne de Reims. 

## Geographie
Crugny liegt etwa 32 Kilometer westlich des Stadtzentrums von Reims an der Ardre. Umgeben wird Crugny von den Nachbargemeinden Unchair im Norden, Hourges im Nordosten, Serzy-et-Prin im Osten, Brouillet im Süden, Arcis-le-Ponsart im Westen und Südwesten sowie Courville im Westen und Nordwesten.

## Bevölkerungsentwicklung
| Jahr                       | 1962 | 1968 | 1975 | 1982 | 1990 | 1999 | 2006 | 2018 |
| Einwohner                  | 438  | 410  | 343  | 393  | 499  | 576  | 613  | 657  |
| Quellen: Cassini und INSEE |      |      |      |      |      |      |      |      |

## Sehenswürdigkeiten
- Kirche Saint-Pierre, Monument historique

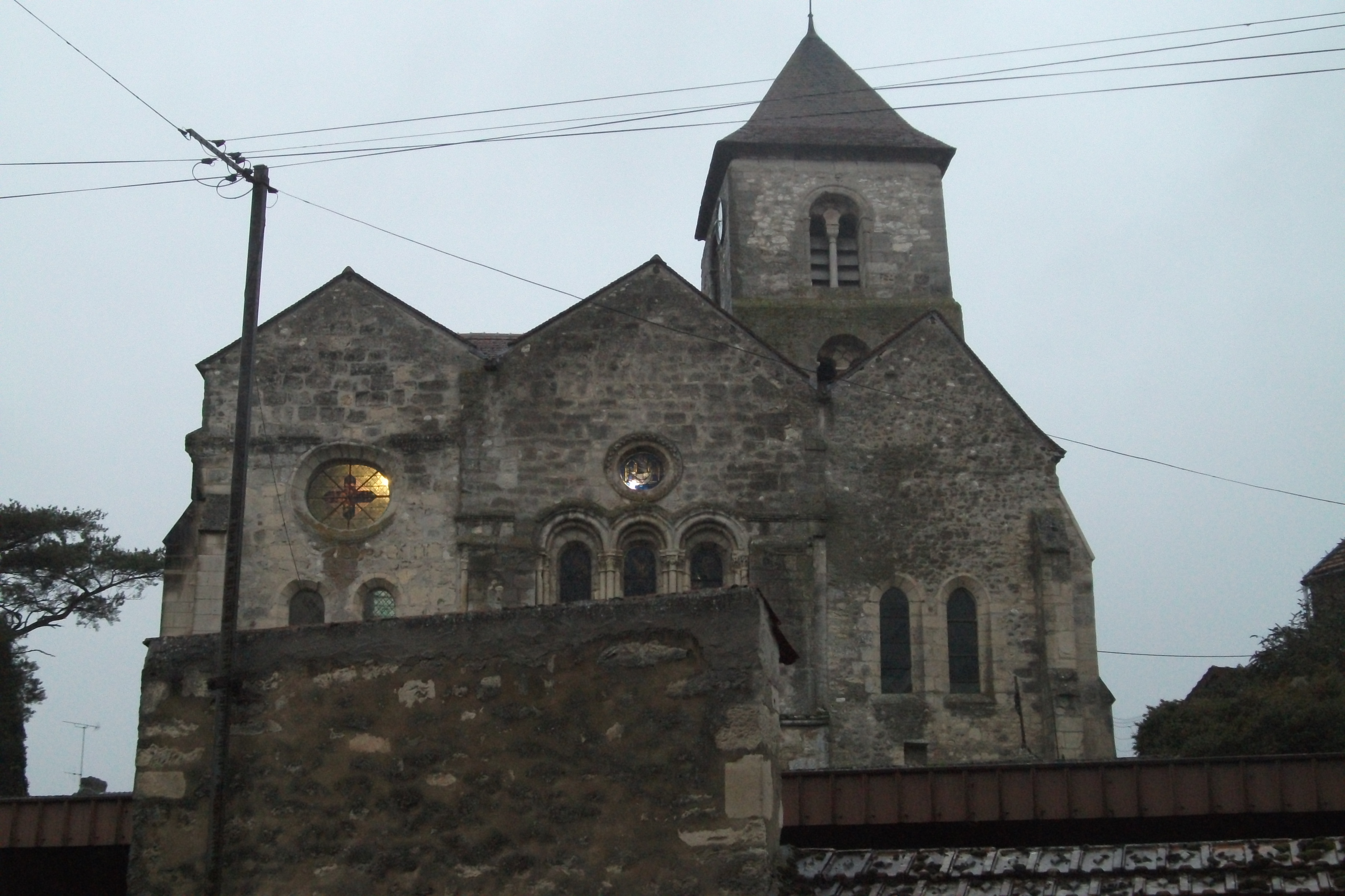
Kirche Saint-Pierre

## Persönlichkeiten
- Henri Bocquillon (1834–1884), Arzt und Botaniker